# 萧勃
萧勃（？—557年），南兰陵（治今江苏省常州市武进区西北）人，南朝梁宗室。梁武帝从父弟吴平侯萧昺之第九子。

## 生平
梁末萧勃官至定州刺史，封曲江鄉侯，曾经参与讨伐李贲。太清三年（549年）七月，广州刺史元景仲举兵响应侯景，被西江督护陈霸先攻灭。陈霸先迎萧勃占据广州。萧勃又与南康（治今江西省赣州市）土豪蔡路养相结，图谋阻陈霸先讨侯景，未果。承圣三年（554年），梁元帝以刺史一职非朝廷所任命，以王琳代为广州刺史，以萧勃为晋州刺史。西魏克江陵杀元帝，萧勃再据广州。绍泰元年（555年）二月初二，萧渊明以广州刺史萧勃为司徒。梁敬帝即位，十月初六，梁敬帝任命宜丰侯萧循为太保，建安公萧渊明为太傅，曲江侯萧勃为太尉，十一月，广州刺史曲江侯萧勃为司空。
陈霸先自为丞相，总揽朝政，萧勃不满。太平二年（557年）二月，广州刺史萧勃起兵，萧勃以郢州刺史欧阳頠为前军，出南康，进驻苦竹滩（今江西省丰城市西北），其将傅泰据蹠口城（今江西省南昌市西南），进迫建康。南江州刺史余孝顷在新吴（今江西省奉新县西）举兵响应。陈霸先令平西将军周文育统率诸军讨伐。周文育派兵袭上牢，尽取余孝顷船只，于豫章立栅固守。军中粮尽，周文育分遣老弱乘船而下，烧豫章栅，作出逃走的样子。余孝顷见状大喜，不作防备。周文育反攻获胜，曲江侯萧勃在南康，听到兵败的消息，军中顿时人心惊慌。三月十五日甲寅，德州刺史陈法武，前衡州刺史谭世远攻打萧勃，杀死了他。